# Zeytinliova, Akhisar
Zeytinliova là một thị trấn thuộc huyện Akhisar, tỉnh Manisa, Thổ Nhĩ Kỳ. Dân số thời điểm năm 2011 là 3.682 người.